# Gian Andrea Rocco
Gian Andrea Rocco (* 1927 in Rovigno) ist ein italienischer Filmregisseur und Drehbuchautor.

## Leben
Rocco war der Regisseur dreier Spielfilme, die alle kaum beachtet wurden und zu gesuchten Raritäten gehören. 1959 war sein Debütfilm, die Dokumentation Ballata spagnola, den er mit Pino Serpi nach eigenem Buch inszenierte und auch selbst schnitt, kaum in den Verleih gelangt; Milano nera, 1961 erneut mit Serpi gedreht, erhielt vier Jahre später ein paar Tage Kinoeinsatz in der titelgebenden Stadt; der 1967 entstandene parodistische Italowestern Giarrettiera Colt wurde selten besprochen. Für das Fernsehen verfasste Rocco in Zusammenarbeit mit Edmo Fenoglio noch einige Skripte (so für Le tre capitali und IL castello dei fantocci).

## Filmografie
- 1960: Ballata spagnola
- 1965: Milano nera
- 1967: Giarrettiera Colt